# Eugène Estanave
Eugène Estanave (1867-1937) est un mathématicien français qui a mis au point des dispositifs permettant d'obtenir l'impression de relief sur une photographie soit par vision directe soit par projection sur un écran stéréoscope.

## Biographie
Fils de Guillaume Estanave, cordonnier, et de Marie Gaïch, Eugène Pierre Estanave est né le 26 février 1867 à Monze (Aude).
Titulaire d'un doctorat ès sciences, il occupe le poste de secrétaire de la Faculté des Sciences de Marseille.
Dès 1904, Eugène Estanave expérimente différentes techniques de rendu du relief en photographie par des réseaux lignés et lenticulaires permettant de percevoir le relief sans l’aide d’un appareil ou de lunettes. Les multiples vues nécessaires à la restitution de l’effet de profondeur sont imbriquées derrière un réseau composé de lignes opaques et transparentes, ou de lentilles. Ce réseau est solidaire de l’image proprement dite.
Estanave poursuit les recherches de Lippmann sur la photographie intégrale et dépose un brevet en 1908 pour le procédé de plaques autostéréoscopiques qui permet l'obtention de photographies animées à l'aide d'un stéréoscope mécanisé de son invention.
Les applications qu'il a réalisées lui-même à l'aide des réseaux lignés ou quadrillés sont présentées successivement à l'Exposition de Milan (1906), au Congrès de Bruxelles (1910), au Congrès du Centenaire de la Photographie (Paris, 1925). L'une de ces applications consiste à réaliser des réseaux lignés pour rayons X par des fils de plomb séparés par un fil de coton qui ont permis d'obtenir des radiographies en 1915.
Il meurt à Carcassonne le 8 juillet 1937.

## Publications

### Mathématiques
- Essai sur la sommation de quelques séries trigonométriques, Arcis-sur-Aube, 1903, Léon Frémont Éditeur[6]
- Revue décennales des thèses présentées à la Faculté des sciences de Paris en vue du grade de Docteur ès sciences du 1er janvier 1891 au 31 décembre 1900, Arcis-sur-Aube, 1901, Léon Frémont Éditeur[7]
- Nomenclature des thèses de sciences mathématiques: soutenues en France dans le courant du XIXe siècle, Paris,1903, Gauthier-Villars[8]
- Contribution à l'étude de l'équilibre élastique d'une plaque rectangulaire mince dont deux bords opposés au moins sont appuyés sur un cadre, Paris, 1903, Gauthier-Villars
- Sur une série servant à définir approximativement le nombre @, rapport de la circonférence au diamètre, Paris, 1901, Croville-Morant[9]

### Photographiques
- Relief photographique à vision directe, Photographies animées et autres Applications des Réseaux lignés ou quadrillés, Vitry-sur-Seine, 1930, F. Meiller
- Relief stéréoscopique en projection, images à aspect changeant par l'écran stéréoscope, Paris, 1909, Imprimerie Nationale
- Relief à vision directe et images changeantes par plaque autostéréoscopique, Paris, 1911, Imprimerie Nationale[10]

## Galerie

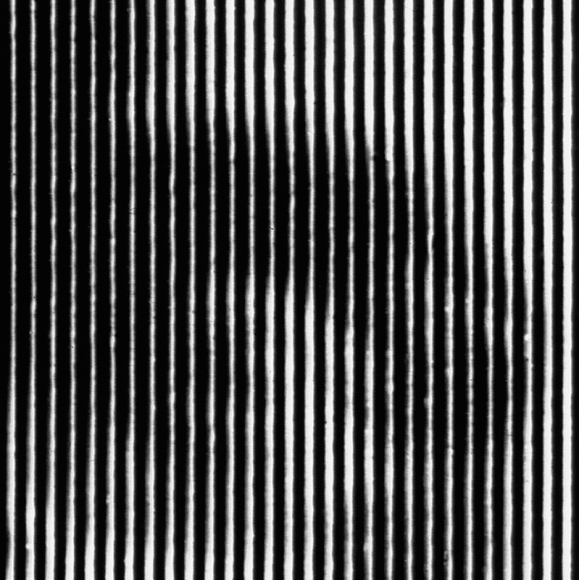
Autoportrait de Estanave pris selon la méthode des réseaux lignés
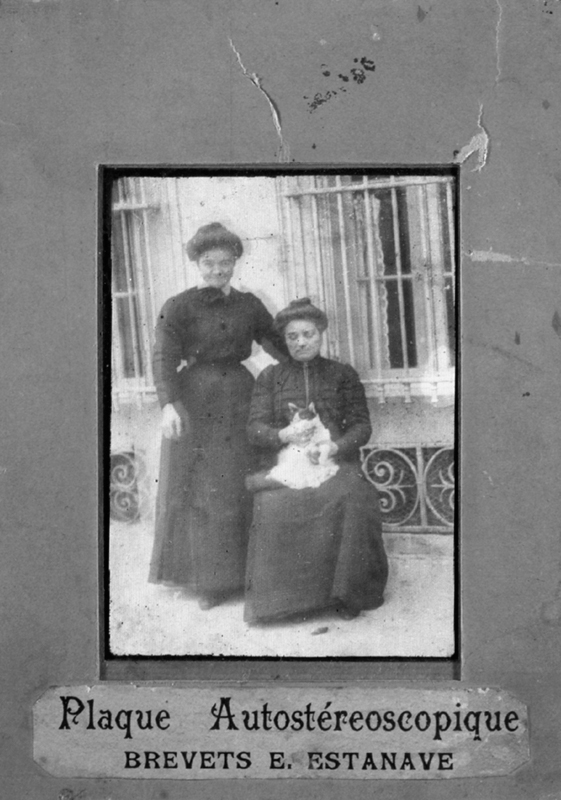
Photographie en relief sur plaque autostéréoscopique
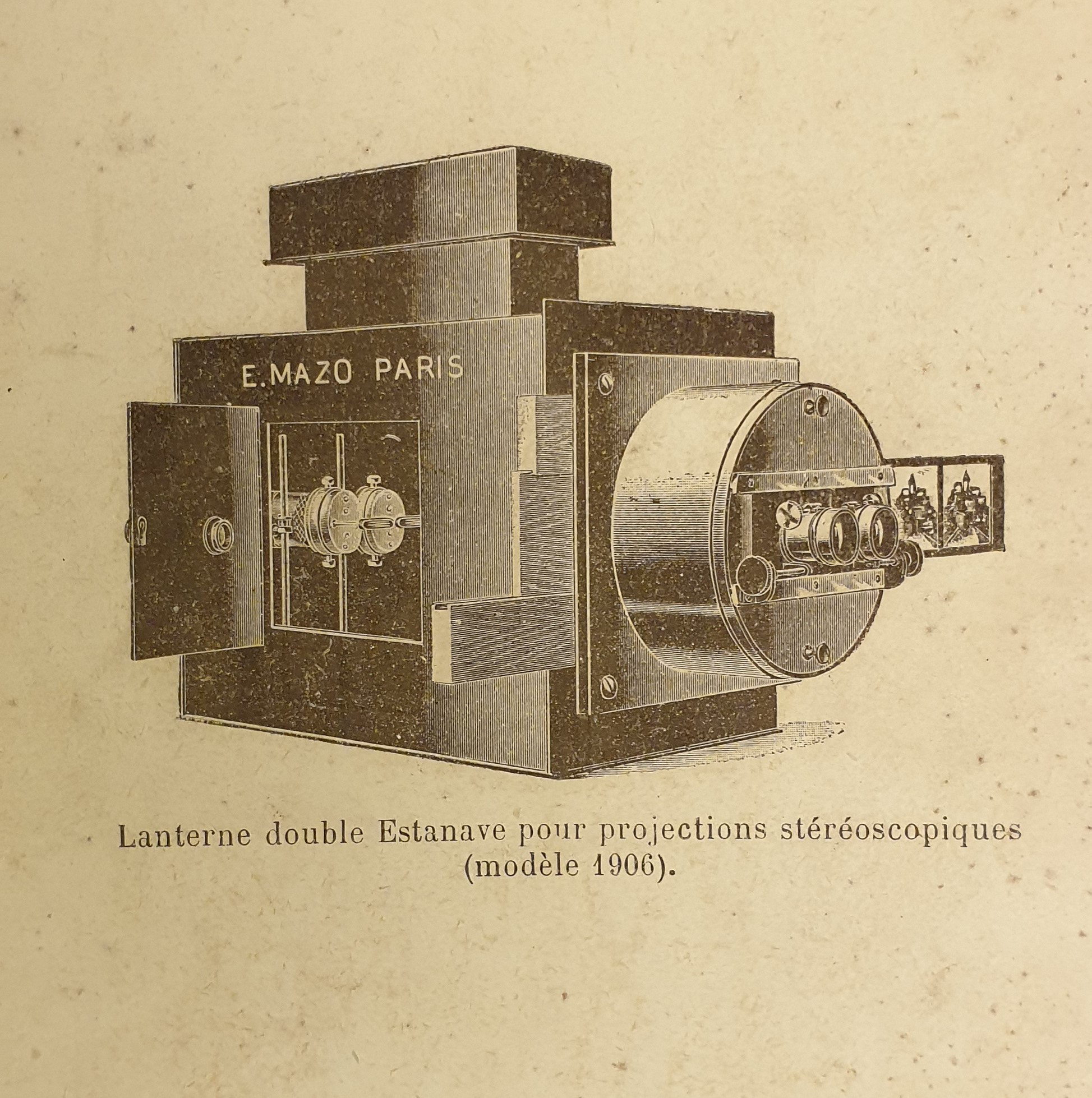
Appareil de projection stéréoscopique inventé par Estanave en 1906
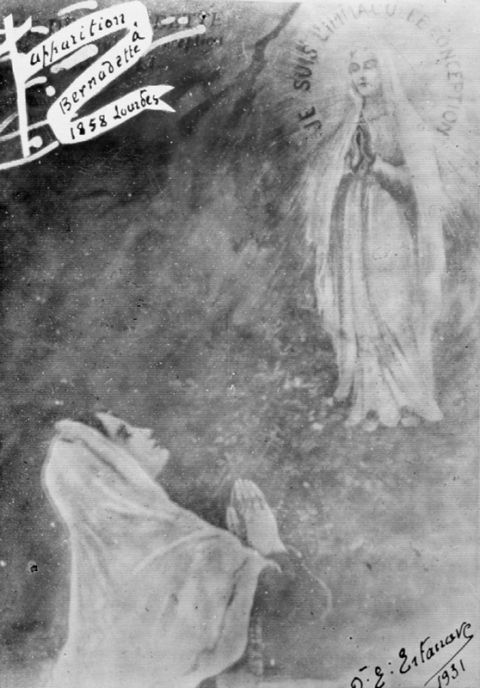
Image stéréoscopique prise par Estanave en 1931